# Pădureni (okręg Konstanca)
Pădureni – wieś w Rumunii, w okręgu Konstanca, w gminie Dobromir. W 2011 roku liczyła 145 mieszkańców.